# ジェイアールバス関東成田空港支店
ジェイアールバス関東成田空港支店（ジェイアールバスかんとうなりたくうこうしてん）は、千葉県香取郡多古町にあるJRバス関東の営業所。

## 所在地

### 成田空港支店
- 千葉県香取郡多古町多古2000番地133
  - 2023年6月までは東関東支店。
  - 現在地移転前（八日市場支店）の所在地は、千葉県八日市場市イ-513。

## 所属車両のナンバー
- 成田ナンバー
  - 貸切のジェフバスと高速バスは東京2020オリンピック・パラリンピック競技大会特別仕様ナンバープレートに変更している。
  - ジェフバスは希望ナンバーで12を付けている。
  - 八日市場支店時代は「千葉ナンバー」だった。

## 概要
成田空港の東に近接する多古町の多古台ニュータウン内に2015年6月に開設された営業所である。ジェイアールバス関東の中では最も新しく作られた営業所で、整備場（整備用ベイ3バースと車検用ベイ）を併設した2階建ての支店事務所棟と車庫を有する。隣接して多古台バスターミナルが設置されている。
管轄路線は、一般路線の多古本線、栗源線、国際医療福祉大学成田病院線と東関道ルートを中心とする複数の高速バス路線、および匝瑳市のコミュニティバスである。
一般路線バスの利用者は成田近郊に集中しており、それ以外の区間では減便傾向が続いている。乗降方式は前乗り・前降りで、Suicaなど交通系ICカードも使用できる。高速バスは、当支店では東京駅 - 多古台BT線とエアポートバス東京・成田やかしま号の臨時便も担当する。以前は「エアポートバス東京・成田」の定期便も受け持っていたが、運用上、朝方に東京発の便が多く、当支店担当便の多くが東京泊となっていたため、運用の効率化により車両とともに東京支店に一時移管されたが、再び担当となり、徐々に担当便数が増加している。
2023年4月1日現在、32台（高速車6台、一般路線車23台、貸切車3台）が配置されている（匝瑳市、多古町、香取市からの委託車両は除く）。

## 沿革

### 八日市場支店時代

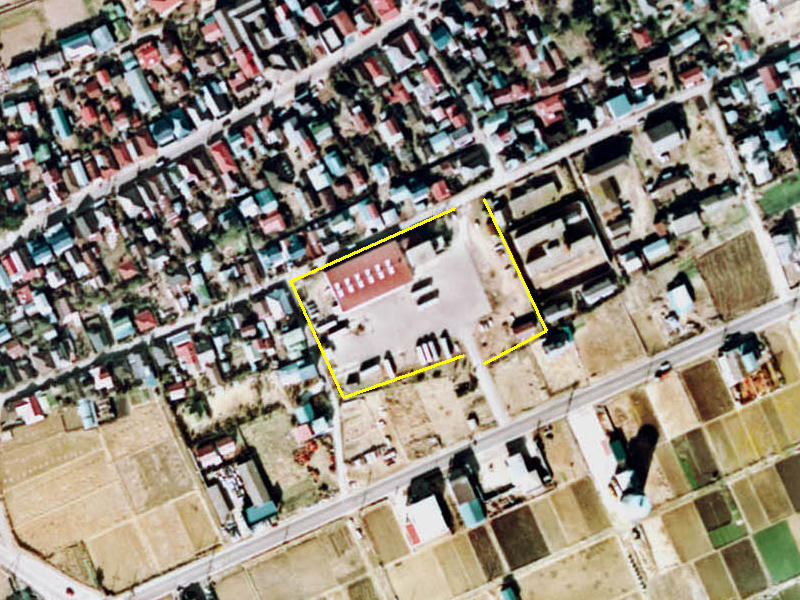
旧・八日市場支店上空。黄色い枠で囲まれている部分が車庫敷地。

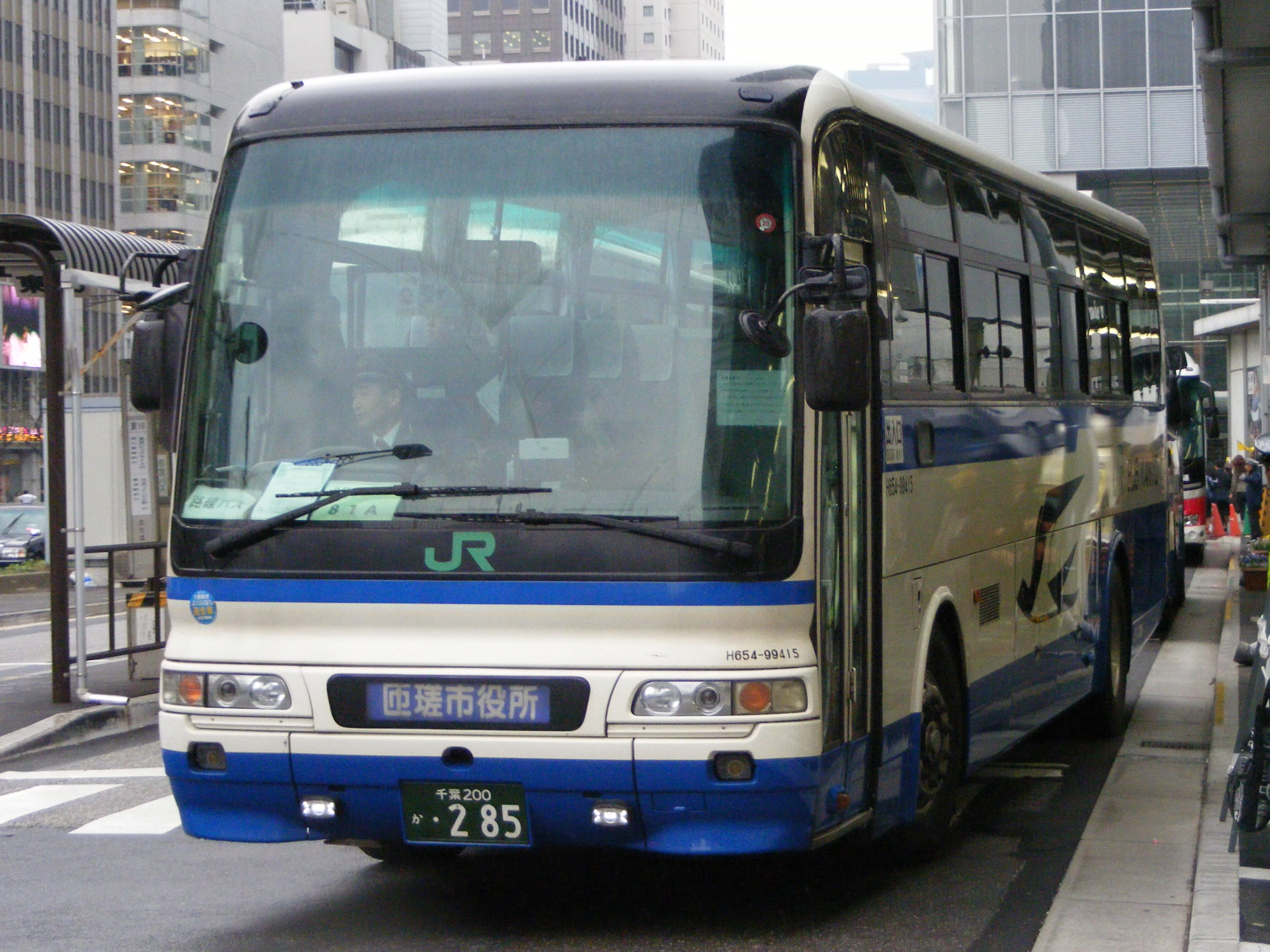
旧・八日市場支店担当の高速バス（東京 - 八日市場線） H654-99415

前身の八日市場支店は、成田鉄道の多古線が金属供出により休止となったことから、代行輸送を担うべく1944年に設置された八日市場自動車区に始まる。多古町にも、旧多古駅前に車庫や営業センターを設置していた時代がある。
一般路線のメインルートである多古線は、もともとは「鉄道線の代行」という使命があったが、成田近郊の利用は多いものの、八日市場寄りの区間は運行本数も少なくなっていった。このため、JR化の時点では成田寄りに位置する多古支所のほうが所属台数が多く、八日市場営業所（当時）の本所は、敷地は広いものの数台しか配置されていない状態であった。
しかし、1989年の高速バス「かしま号」運行開始により状況は一変する。JRバス関東では八日市場営業所が運行を担当（のち東京営業支店（現：東京支店）・土浦支店・水戸支店も運行を担当）するようになったが、「かしま号」は大変な盛況で、需要に供給が追いつかない状態となった。
新車導入だけではなく、予備車になっていた経年車などを急遽投入、臨時便・続行便を多数設定してさばくことになったが、特に鹿島地区からの乗客が多く、「かしま号」の増便が進むにつれ、当支店への高速車の所属台数も増加していった。これにより、八日市場営業所は高速バス主体の営業所へ変貌を遂げ、逆に一般路線の比率が小さくなったことから、後に多古支所は廃止となった。
一時期、東京支店のボルボ・アステローぺや二階建てバスを夜行便の間合いではさき号や八日市場線で使用していたことがあった。
かしま号は回送距離が長いことから、鹿島神宮駅近くの高架下に鹿嶋基地を設けていた。これが2006年6月に昇格したのが鹿嶋営業所である。2018年10月からは鹿嶋支店に昇格。

### 東関東支店の開設・移転

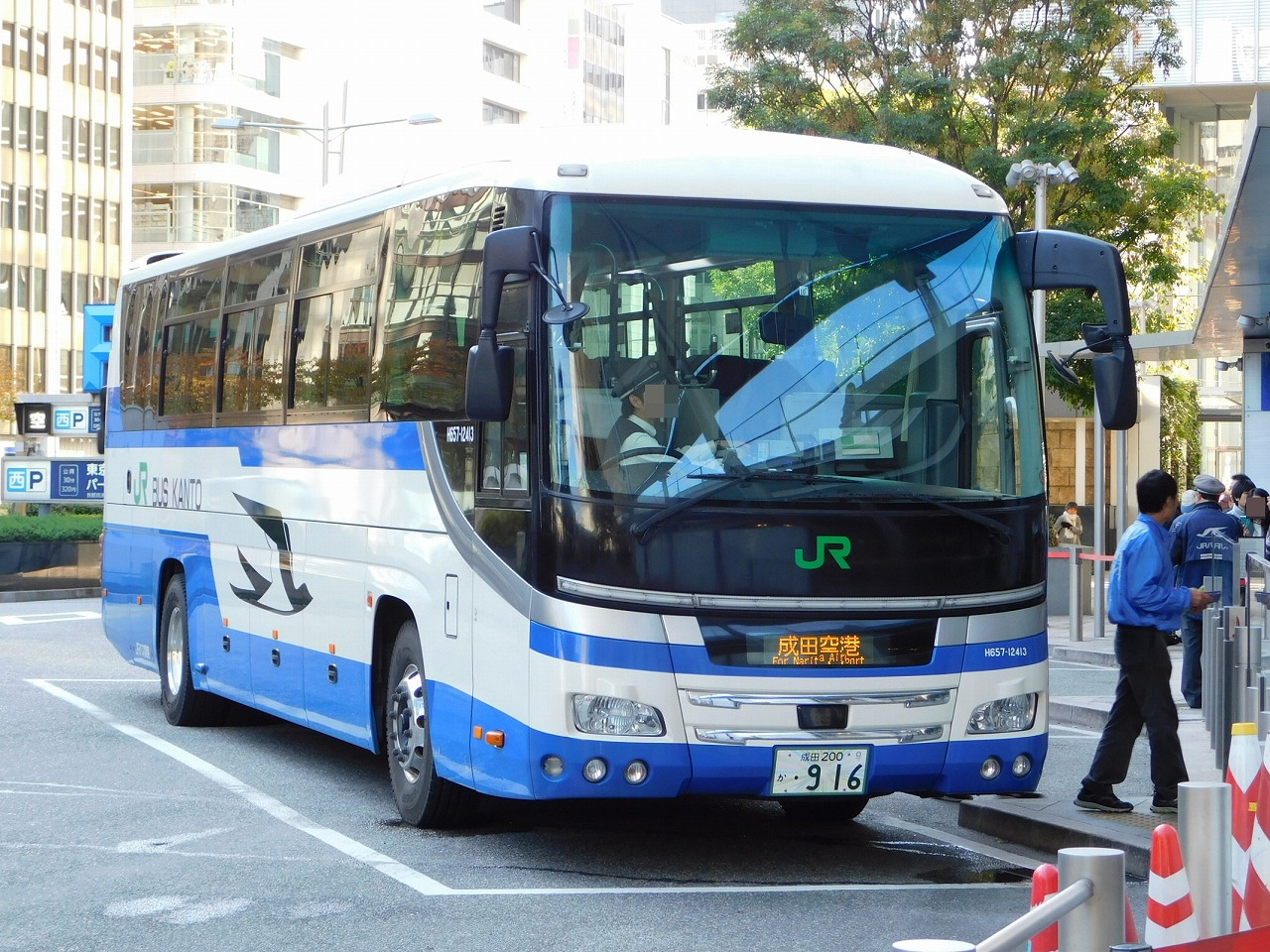
東関東支店が担当する空港連絡バス「THEアクセス成田」 H657-12413

2012年に就航した格安航空（LCC）の影響を受け、JRバス関東では競合する都市間長距離バスの利用率が低下し、新たな収益策として成田空港への乗り入れを模索していた。

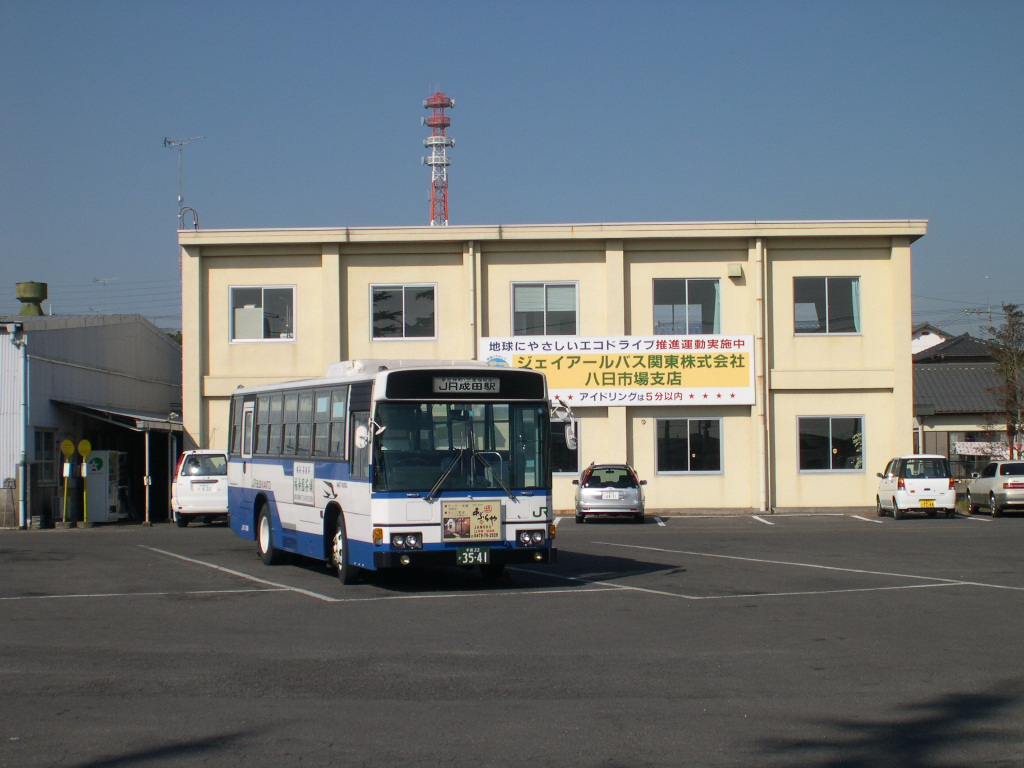
八日市場支店時代

こうした流れの中で、空港に近い多古町に新たな支店の建設を開始し、空港連絡バス「THEアクセス成田」への参入を経て、2015年6月20日、東関東支店を設置した。これに伴い、八日市場支店は廃止され、路線はすべて東関東支店に引き継がれた。
2017年4月1日には、多古本線の一部の便を成田空港貨物管理ビル前まで延伸し、成田 - 航空科学博物館 - 貨物管理ビル前の運行を開始したほか、成田空港を起点とする定期観光バス「ウエルカム成田セレクトバスツアー」を開始した。
2023年7月1日に成田空港支店への改称が行われた。

### 年表
- 1944年（昭和19年）
  - 1月11日 - 成田鉄道多古線が戦時中の金属供出により休止となったため、代行輸送として営業開始（貨物）[4]。これに伴い八日市場自動車区開設。
  - 4月1日 - 多古線（八日市場 - 成田間）旅客輸送開始。
- 1947年（昭和22年）3月31日 - 栗源線（多古 - 佐原間他）開業。
- 1948年（昭和23年）
  - 3月31日 - 八日市場自動車区多古派出所が支区に昇格。
  - 10月7日 - 八日市場自動車区三里塚派出所が支区に昇格。
- 1950年（昭和25年）
  - 4月1日 - 八日市場自動車営業所に改称。
  - 10月20日 - 二川線（多古 - 成東間）開業。
- 1978年（昭和53年）
  - 1月20日 - 八日市場自動車営業所成田支所開設。
  - 5月21日 - 成田空港線（成田 - 成田空港間）など開業。
- 1987年（昭和62年）4月1日 - 国鉄分割民営化に伴い、東日本旅客鉄道関東自動車事業部八日市場自動車営業所に改称。
- 1988年（昭和63年）4月1日 - バス部門分割子会社化により、ジェイアールバス関東八日市場営業所に改称。
- 1989年（平成元年）
  - 4月4日 - 高速バス「かしま号」運行開始、当支店が運行を担当。
  - 4月28日 - 空港連絡バス「ONライナー号」運行開始、当支店が運行を担当。
- 1990年（平成2年）7月17日 - 高速バス「はさき号」運行開始、当支店が運行を担当。
- 1992年（平成4年）10月1日 - 八日市場営業所を八日市場支店に変更。多古支所は廃止、窓口のみ多古営業センターとなる。
- 1995年（平成7年）3月1日 - 東京 - 八日市場間高速バスの運行開始、当支店が運行を担当。
- 1998年（平成10年）7月20日 - 八日市場市循環バスの受託運行を開始。
- 2006年（平成18年）
  - 4月28日 - 多古営業センター廃止。
  - 6月1日 - 鹿嶋基地を鹿嶋営業所に昇格。
  - 9月1日 - 「かしま号」をカシマサッカースタジアムまで路線延長し、国道51号バイパス経由の直行便を新設。
  - 10月1日 - 東京～八日市場線でダイヤ改正を実施、匝瑳市役所～のさか望洋荘間を廃止。
- 2007年（平成19年）
  - 3月23日 - 多古線の特急バス（JR成田駅 - 八日市場駅間）を廃止。
  - 10月1日 - 多古線の一鍬田発着路線を廃止[5]。代替路線として多古町循環バス（千葉交通）を運行。
- 2009年（平成21年）4月1日 - 「ONライナー号」の運行から撤退。
- 2014年（平成26年）12月16日 - 空港連絡バス「THE アクセス成田」にジェイアールバス関東が参入。当支店も運行を担当。
- 2015年（平成27年）
  - 3月26日 - 多古線新規系統（JR成田駅 - さくらの山 - 三里塚 - 航空博物館前）の運行を開始。
  - 6月20日 - 香取郡多古町に東関東支店を開設、八日市場支店（匝瑳市八日市場イ-513）を廃止[6]。
  - 9月1日 - 多古線、栗源線にSuicaを導入[2]。
- 2017年（平成29年）
  - 3月31日 - この日をもってJR成田駅・JR佐原駅のみどりの窓口でのJRバスの定期券の販売を終了。
  - 4月1日 - 多古線新規系統（JR成田駅 - 成田空港 - 貨物管理ビル前）の運行を開始[7]。成田空港周辺観光ちょっとバス旅 定期観光バス「ウエルカム成田セレクトバスツアー」を運行開始。
  - 9月12日 - 定期観光バス「ウエルカム成田セレクトバスツアー」にてクレジットカード決済機能付きの車内券売機を導入。
  - 10月1日 - マイタウン・ダイレクトバスTDR・新浦安ルートにジェイアールバス関東が参入。当支店が運行を担当。
- 2018年（平成30年）
  - 10月1日 - 鹿嶋営業所が鹿嶋支店に昇格。
  - 11月17日 - フクダ電子アリーナにてジェフユナイテッド千葉・市原の新チームバスを初披露[8]。
- 2019年（令和元年）6月1日 - JR成田駅 - 成田空港 - 貨物管理ビル間の一部便を第7貨物ビルに延伸（但し、第7貨物ビルバス停は入構許可証所持者以外利用不可）[9]。
- 2020年（令和2年）
  - 2月1日 - THEアクセス成田（銀座・東京-成田空港線）を京成グループが運行する「東京シャトル」と路線統合し、新たに「エアポートバス東京・成田」として共同運行を開始。
  - 4月1日 - 千葉交通、成田空港交通と共同で、国際医療福祉大学成田病院線を運行開始[10]。
  - 8月22日 - 成田空港出発の定期観光バスでユーグレナバイオ燃料の使用を開始[11]。
  - 10月2日 - 定期観光バス「ちょっと千葉旅号」を運行開始（定期観光バス「ウエルカム成田セレクトバスツアー号」をリニューアル）[12]。
- 2021年（令和3年）
  - 4月1日 - 高速バス「東京 - 富里・多古・匝瑳線」が国際医療福祉大学成田病院に乗り入れ開始。
  - 4月29日 - 多古本線のダイヤ改正を実施し、「空の駅風和里しばやま」、「ひこうきの丘」バス停の新設と、一日乗車券「デイタイムフリー乗車券」を発売開始。
  - 10月1日 - 香取市循環バス「栗源ルート」の運行を開始（香取市より運行受託）。
- 2022年（令和4年）
  - 9月17日 - 高速バス「東京 - 富里・多古・匝瑳線」をダイヤ改正し、多古台バスターミナル - 匝瑳市役所間を廃止した。
- 2023年（令和5年）
  - 4月1日 - 匝瑳市の市内循環バスの路線再編が実施され、同日からは野田・栄循環（小型バスで運行）、須賀・栄循環（ワンボックス車両で運行）の2路線を担当する。
  - 7月1日 - 東関東支店を成田空港支店に改称。
  - 11月30日 - この日をもって高速バス「東京 - 富里・多古線」から撤退。
- 2024年（令和6年）
  - 9月30日 - この日をもって香取市循環バスの運行受託を終了。

## 現在の所管路線

### 高速バス
当支店常駐車両で運行するもののみ記述する。
- かしま号（ジェイアールバステック、京成バス、関東鉄道と共同運行）※Suica、PASMOが使用可能
- [直行]カシマサッカースタジアム号（ジェイアールバステック、京成バス、関東鉄道と共同運行）※座席指定制、カシマサッカースタジアムでの鹿島アントラーズ主催試合の開催日に運行
  - 東京駅 - 航空科学博物館間の往復乗車券と航空科学博物館の入館券などがセットになった「航空科学博物館企画乗車券」をJRバス東京駅窓口で発売
- エアポートバス東京・成田（平和交通、あすか交通、西岬観光、京成バス、成田空港交通、京成トランジットバス、千葉内陸バス、千葉交通と共同運行）※成田空港行きのみSuica、PASMOが使用可能
- マイタウンダイレクトバス（東京駅～TDR・新浦安地区・日の出七丁目）（京成バス、東京ベイシティ交通と共同運行）※Suica、PASMOが使用可能
- 新宿湾岸線（バスタ新宿～TDR）（京成バスと共同運行）※バスタ新宿行きのみSuica、PASMOが使用可能

※ 当支店の所属車両は鹿嶋支店所属車両の整備等の都合により鹿嶋支店の運用に入ることもある。

### 路線バス

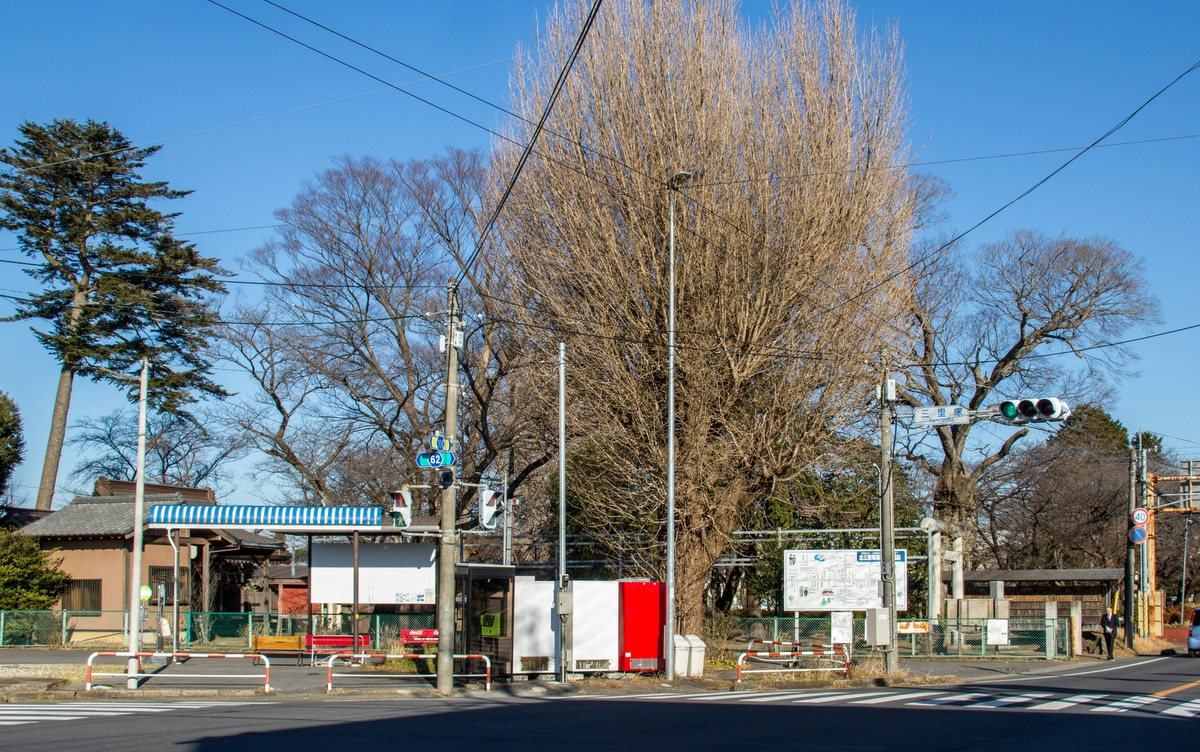
三里塚駅（元自動車駅）。窓口営業は行っていないが、東関東支店開設まで多古本線の折り返し転向場となっていた。

一般路線は、多古本線の成田駅 - 航空科学博物館間以外は乗客減による減便が続いている。ただし、成田駅 - 航空科学博物館間については宅地化により乗客が増加しており、22時台まで運行されている。2017年4月1日より、成田駅 - 貨物管理ビル前間の運行を開始した。
成田駅 - 航空科学博物館間の1日乗車券と航空科学博物館入館券、展望台入場券がセットになった「航空科学博物館＆ミュージアム1日乗車券」、成田駅 - 航空科学博物館間の1日乗車券のみの「博物館フリー1日乗車券」をJR成田駅構内の成田市観光協会にて発売している。ひこうきの丘 - 成田空港間が日中帯で乗り放題で「スカイパークしばやま」エリア特典券付きの「デイタイムフリーきっぷ」をバス車内で発売している。
栗源線では平日通学定期券やシルバー割引（65歳以上の利用者は、大人普通運賃の5割引）を導入している
なお、かつてはJR成田駅 - 八日市場駅間に特急バスが運行されていたが、2007年3月23日に廃止された。
三里塚はもともと「三里塚駅」と称する自動車駅で以前は駅舎があり窓口営業も行ない、滞泊行路も存在した。現在は駅舎が解体され更地になっている。かつて存在した成田鉄道多古線の鉄道駅とは全く別の場所である。
- 多古本線 ※Suica、PASMOが使用可能
  - 八日市場駅 - 多古新町/多古仲町 - 多古台バスターミナル - （芝山千代田駅） - 航空科学博物館前 - 三里塚 - （京成成田 ※成田行の便のみ停車） - JR成田駅
  - 多古台バスターミナル - 多古仲町 - 航空科学博物館前 - 三里塚 - JR成田駅
  - JR成田駅 - （さくらの山） - （インパレスホテル前） - 三里塚 - 航空科学博物館前 - 成田空港（第1ターミナル・第2ターミナル）- 貨物管理ビル前 - 第7貨物ビル（※第7貨物ビルは入構許可証所持者以外は乗降不可）

- 栗源線 ※Suica、PASMOが使用可能
  - 多古台バスターミナル - 多古新町/多古仲町 - 栗源仲町 - 佐原駅

- 国際医療福祉大学成田病院線 ※Suica、PASMOが使用可能
  - JR成田駅 - （京成成田駅） - （日吉台入口） - 国際医療福祉大学成田病院 - 病院南
  - 2020年4月1日に運行開始。千葉交通、成田空港交通との共同運行。JRバス関東は直行便のみ担当。

 乗降方式 
- 前乗り・前降り。車椅子やベビーカーは折りたたんで乗降する。
- 交通系ICカードにも対応。

### コミュニティバス
- 匝瑳市内循環バス （匝瑳市）
  - 野田・栄循環、須賀・栄循環を受託。
    - 野田・栄循環は小型バス、須賀・栄循環はワンボックス車両、ともに匝瑳市の所有車両を使用している。
    - 交通系ICカードは使用できない。

## 過去の路線
- 多古本線・(成田駅　- さくらの山　- インパレスホテル　- 三里塚 - 航空科学博物館前)                                                           ・(成田駅 - さくらの山 - インパレスホテル - 三里塚　- 航空科学博物館前　- 第2ターミナル　- 第1ターミナル - 貨物管理ビル前)・(成田駅 - さくらの山

　- インパレスホテル　- 三里塚　- 航空科学博物館前　- 第2ターミナル　- 第1ターミナル　- 貨物管理ビル前　- 第7貨物ビル)・(成田駅　- (特急)                   - 八日市場駅前)
- 成田空港線（成田駅 - 成田空港）
  - 千葉交通との共同運行だった。
- 山武線（成田駅 - 松尾駅、多古 - 成東駅等）
- はさき号（東京駅 - 波崎）
  - 関東鉄道と共同運行。東京支店、八日市場支店からジェイアールバステックに運行業務を委託。
- ONライナー号（成田空港 - 大宮駅・さいたま新都心駅）
  - 国際興業バス・京成バス・西武バス・千葉交通・東武バスウエストと共同運行していたが、2009年3月31日の運行をもって撤退。現在は左記5社により運行継続。
- 定期観光バス
  - 成田空港周辺観光ちょっとバス旅 定期観光バス「ちょっと千葉旅号」（JR成田駅、成田空港発着）[12]
    - 車内券売機にてクレジットカード決済に対応した
- 東京 - 富里・多古線
- 香取市コミュニティバス
  - 栗源ルート（沢経由）：月曜日・木曜日に運行（祝日・年末年始は運休）
  - 栗源ルート（高萩経由）：火曜日・金曜日に運行（祝日・年末年始は運休）
    - JRバス関東所有の白色のハイエースを使用した。
    - 交通系ICカードは使用できなかった。

## 車両

### 高速車
日野・セレガ、いすゞ・ガーラのハイデッカーが配置されている。東京 - 成田空港線で運行することがあるため、荷物の出し入れがしやすくするためにトランクルームに引き出し板が取り付けられている。長野県小諸市や多古町のPRラッピングがされた車両もあった。2024年度には久々の新車となるいすゞガーラが1台配置された。
過去の車両

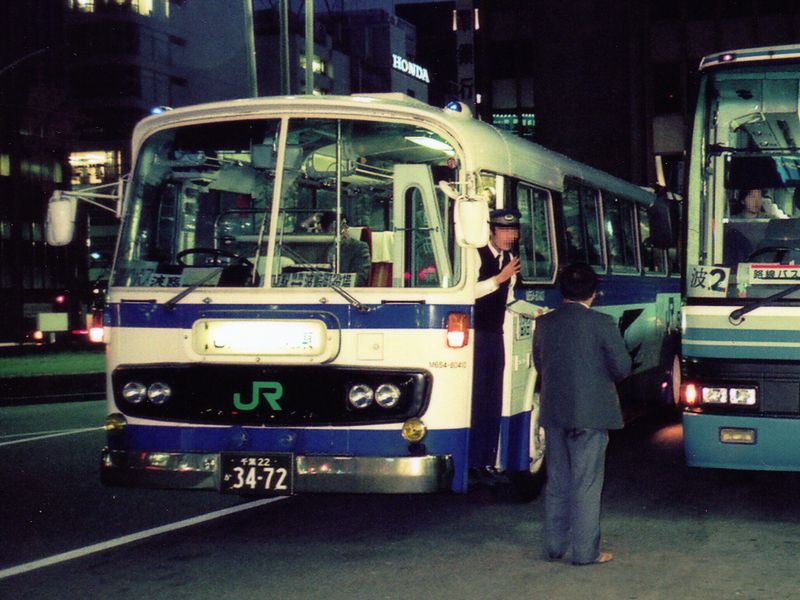
国鉄専用形式「はさき号」 M654-80410
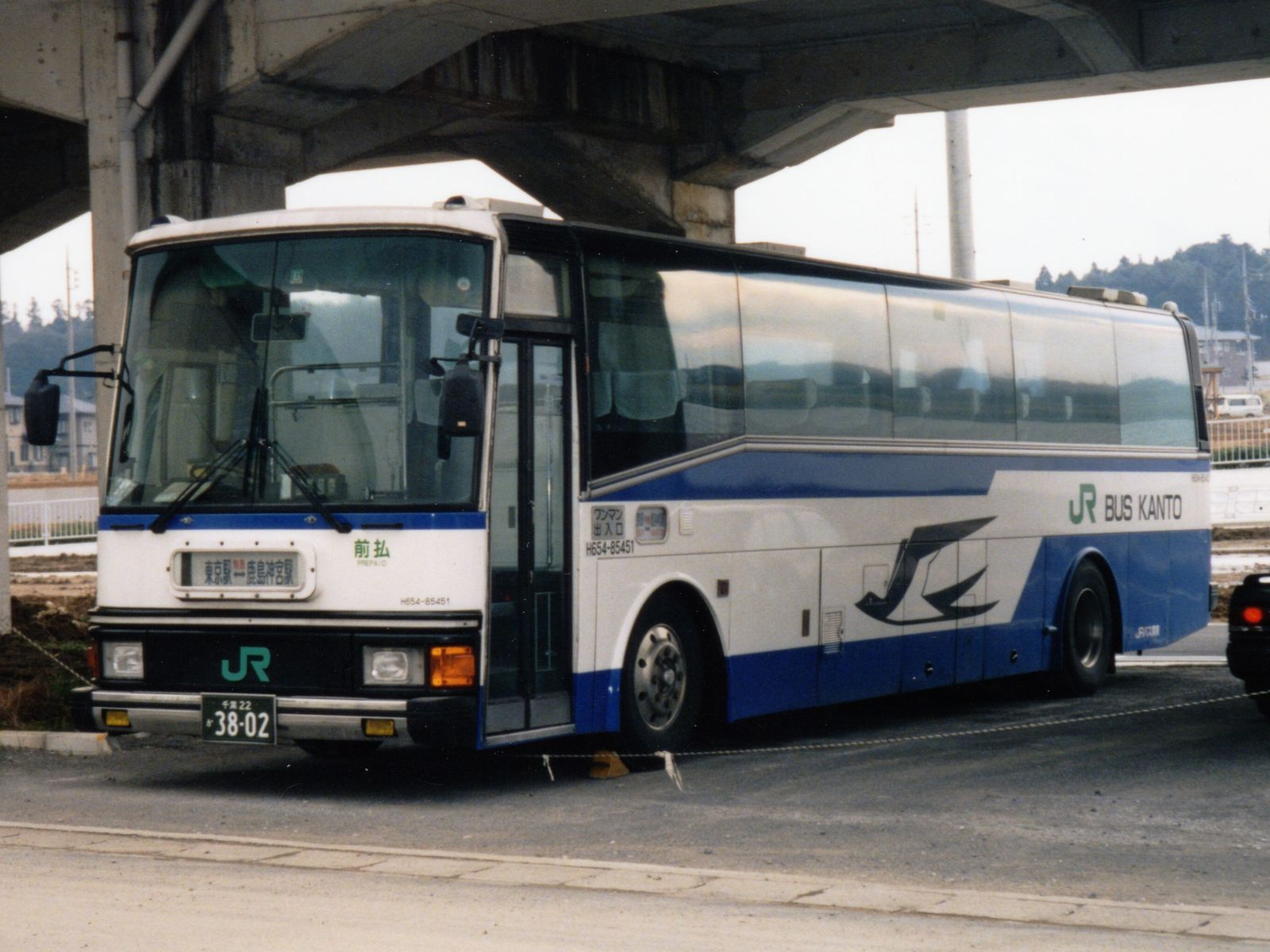
国鉄専用形式「かしま号」 H654-85451
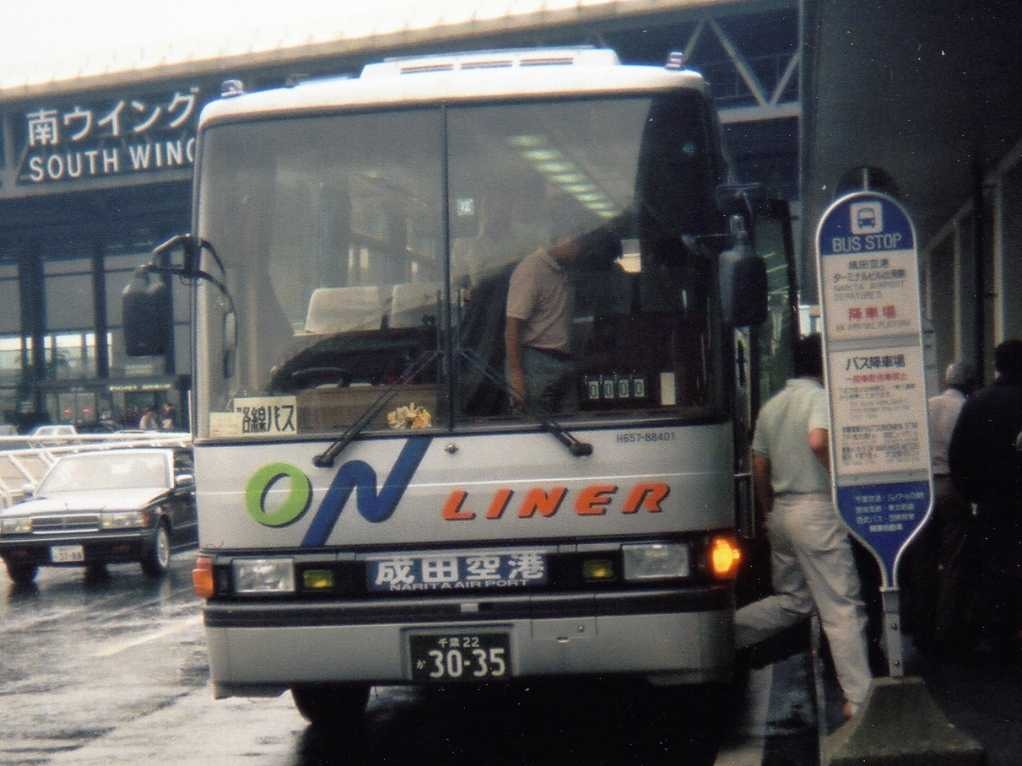
運行当初の「ONライナー号」専用車 H657-88401
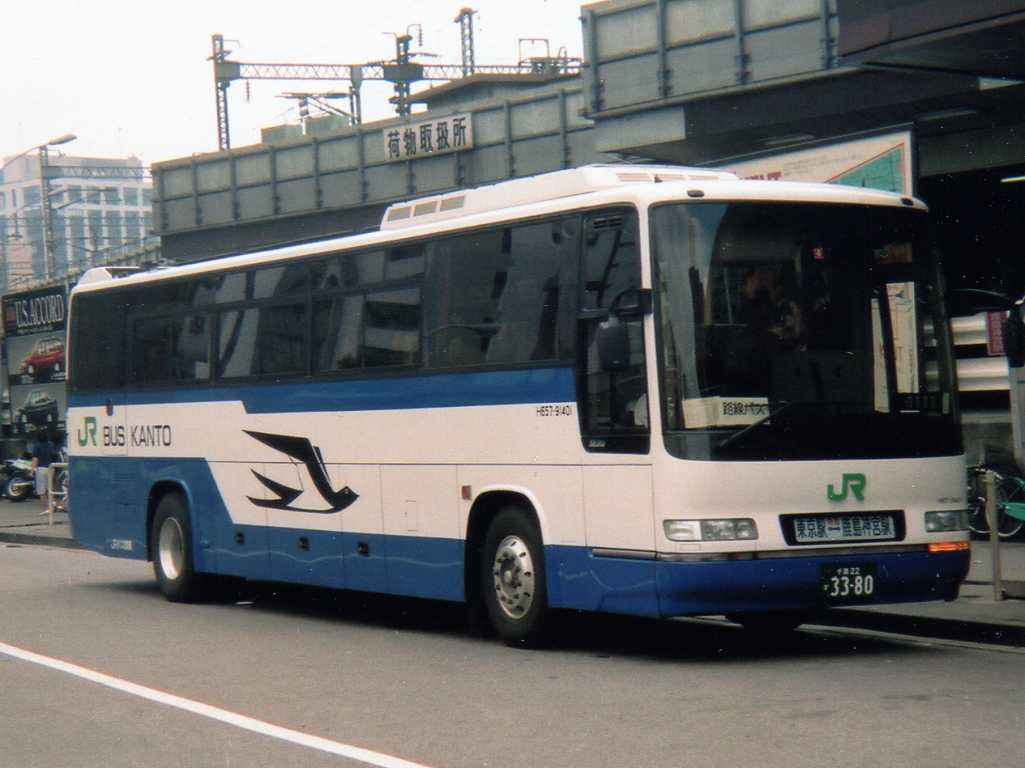
「ONライナー号」と共通運用のため直結クーラー仕様 H657-91401
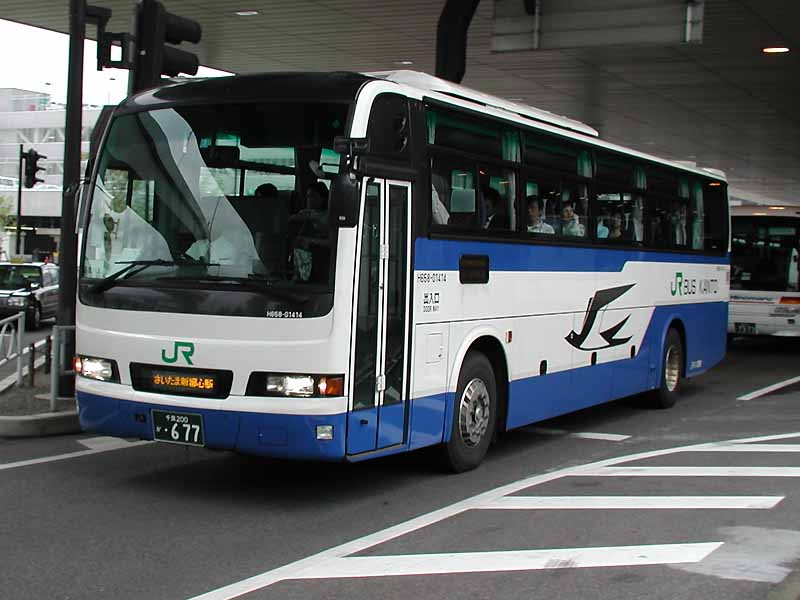
「ONライナー号」専用車 H658-01414

### 一般路線車
一般路線車は、かつて日野・ブルーリボンの大型ショート系（国鉄 - JRバスでは「4型」と称される）や中型車両「3型」が主力であった。徐々に大型化が進み東急バスからの移籍車（三菱ふそう・エアロスターノンステップバス）が複数台配置された。こちらも老朽化により国際興業バス、千葉海浜交通、東濃鉄道などの中古車両に置き換えられた。2017年3月には、いすゞ・エルガノンステップバスが2台新車投入された。新型エルガの1台がユーグレナ社のバイオディーゼル燃料「サステオ」で運行されている。
また、以前に匝瑳市（八日市場市）循環バスに使用していた日産ディーゼル・RNは、1台がJRバス関東標準カラーに塗り替えられ一般路線車に転用されていたが、2023年7月に廃車となった。

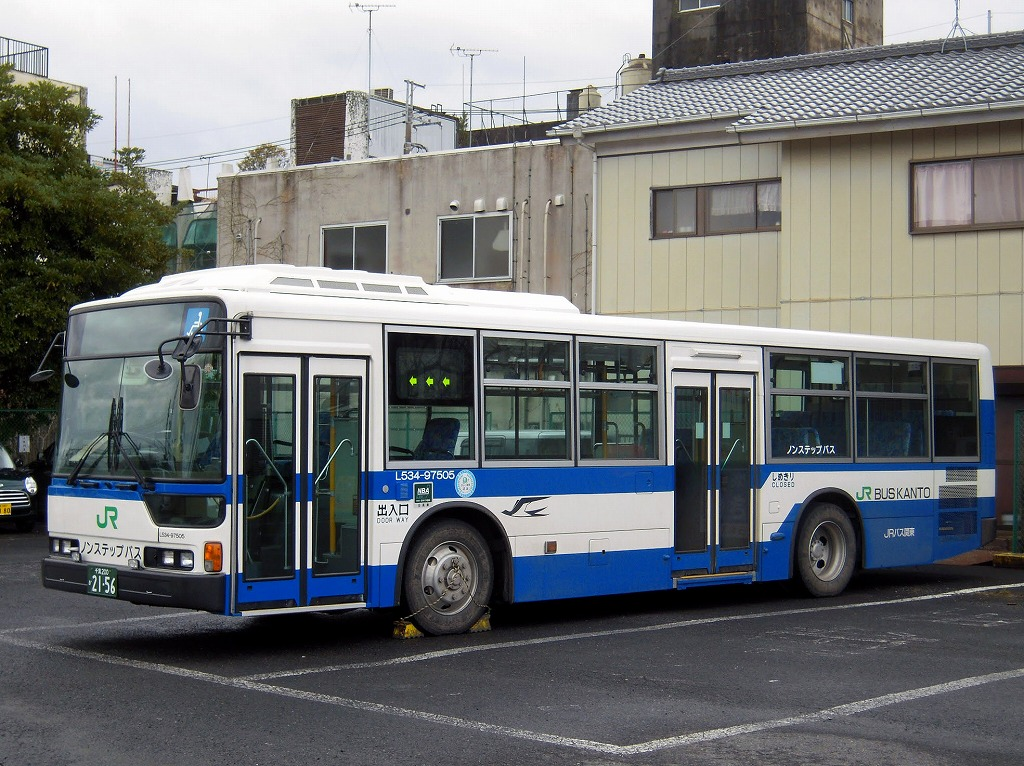
東急バスから移籍したノンステップバス（三菱ふそう・エアロスター） L534-97505

過去の車両

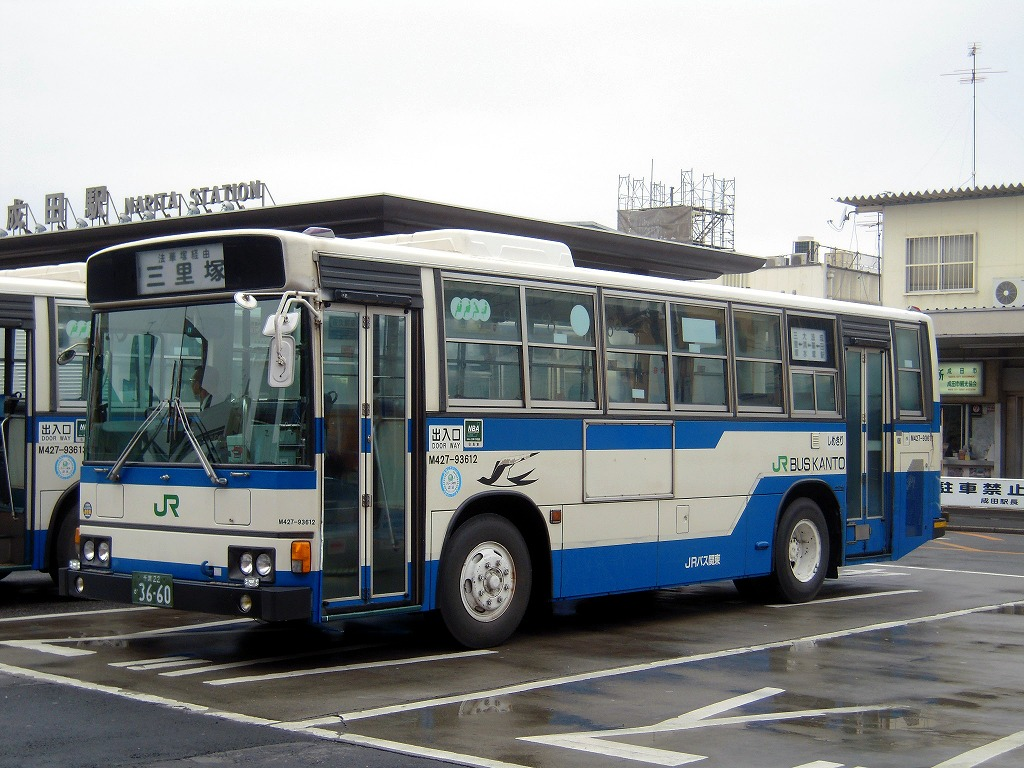
一般路線車（日野・ブルーリボン9m車） M427-93612

### コミュニティバス
匝瑳市循環バスは、野田・栄循環は日野・ポンチョ（水色の車体）、須賀・栄循環はトヨタ・ハイエース（オレンジ色の車体）が使用されている。

野田・栄循環の元専用車の日野・ポンチョ（L127-08501）はJRバス標準塗装に変更され、予備車となった。

### コミュニティバス（過去）
2021年10月1日より運行を開始した香取市コミュニティバス栗源ルートはトヨタ・ハイエース（白色の車体に緑色の文字）が使用されていた。

### 貸切車
- 貸切車は、ジェフバス用の日野・セレガハイデッカーが1台と高速バス兼用の日野・セレガハイデッカーが1台配置されている。ジェフバスは選手送迎がないときには一般貸切利用も可能である[15]。
- JR東日本の豪華列車｢TRAIN SUITE 四季島｣が成田・鹿島神宮エリアで運行される場合、四季島専用バス「イーストブルー」が当支店に一時的に配置されることがある。

### 貸切車（過去）
- 八日市場支店時代は日野・セレガのスーパーハイデッカーやハイデッカーが配置されていた。
- ジェフバスの2代目はいすゞ・ガーラSHDであった。
- 定期観光バス「ウエルカム成田セレクトバスツアー号」の運行開始当初は日産ディーゼル・スペースアロー（楽座シートタイプ）が使用されていたが2020年秋に廃車になった。
- 定期観光バス「ちょっと千葉旅号」用に4列シート仕様のエアロキングが1台も配置されていたが、2023年2月に水戸支店へ転属した。当支店所属時はユーグレナ・バイオ燃料を使用していた。

## 付帯事業
旧八日市場支店跡地や佐原宿舎跡駐車場（佐原駅近く）を月極駐車場として当支店で管理、運営している。

## 特記事項
- 東関東支店構内での車両の給油・清掃・洗車はジェイアールバステック多古事業所に委託している。
- 東日本大震災の前後に人車分離運用が採用され、水戸支店やいわき支店のエアロエースが八日市場支店（八日市場線）の運用に使用され、逆に八日市場支店のエアロエースが水戸やいわき方面に使用されていた。
- 行先表示機はLEDが主体となっているが、駅や空港などの行き先にピクトグラムを付加するなど工夫を凝らしている。
- JRバス東北の仙台 - TDL・成田空港線が成田空港到着後に当支店へ休泊のために入庫する。